# Облаче ле бяло (телевизионно предаване)
Вижте пояснителната страница за други значения на Облаче ле бяло.
„Облаче ле бяло“ е публицистично телевизионно предаване по телевизия СКАТ за българите по света. То се излъчва веднъж в седмицата в рамките на един час, всяка събота от 16:00 часа. Автор и водещ на предаването е бесарабската българка – Райна Манджукова. За пръв път е излъчено в ефир на 10 март 2007 г. На 20 януари 2018 г. се излъчва 491 издание на предаването.

## История
В едно от интервютата си Райна Манджукова споделя, че идеята за създаване на предаване с тази тематика има от 2002 г., и че телевизия СКАТ търси за осъществяването на този проект.

## Водещи
- Райна Манджукова, автор и водещ на предаването от 2007 г. насам
- Зденка Тодорова, от 2010 г. насам[3]
- Петър Колев, в периода 2009 – 2010 г.[4]
- Младен Сърбиновски, в периода 2010 – 2011 г.[5]

## Тематика
В предаването се поставят актуалните проблеми и възможността за тяхното решаване: тематиката е свързана с историята, настоящето и перспективите на българите в чужбина, както и с връзките между тях и България.